# Kanton Vitteaux
Kanton Vitteaux (francouzsky Canton de Vitteaux) je francouzský kanton v departementu Côte-d'Or v regionu Burgundsko. Tvoří ho 28 obcí.

## Obce kantonu
- Arnay-sous-Vitteaux
- Avosnes
- Beurizot
- Boussey
- Brain
- Champrenault
- Charny
- Chevannay
- Dampierre-en-Montagne
- Gissey-le-Vieil
- Marcellois
- Marcilly-et-Dracy
- Massingy-lès-Vitteaux
- Posanges
- Saffres
- Sainte-Colombe
- Saint-Hélier
- Saint-Mesmin
- Saint-Thibault
- Soussey-sur-Brionne
- Thorey-sous-Charny
- Uncey-le-Franc
- Velogny
- Vesvres
- Villeberny
- Villeferry
- Villy-en-Auxois
- Vitteaux